# Initiatiesacramenten
Initiatiesacramenten zijn drie van de zeven sacramenten. Het zijn doop, eucharistie (het belangrijkste sacrament) en het vormsel. Initiatiesacramenten worden onderscheiden van genezingssacramenten (biecht en ziekenzalving), en diensten aan de gemeenschap:(huwelijk en priesterwijding). 
Voor de katholieke gelovige vormen de drie initiatiesacramenten de belangrijkste stappen naar een volledige opname in de Katholieke Kerk. De doop en het vormsel worden eenmalig toegediend, waarbij gebruik wordt gemaakt van het heilige Chrisma. De eucharistie kan dagelijks worden gevierd en wordt beschouwd als het voltooiende sacrament van de initiatie. Dit sacrament dient niet zozeer begrepen te worden als een eindpunt, maar eerder als een voortgaande initiatie.
De initiatiesacramenten kunnen in de loop van één viering worden ontvangen, bijvoorbeeld wanneer een volwassene toetreedt tot de Katholieke Kerk. Onder Nederlandse en Belgische katholieken is het echter gebruikelijk de sacramenten in verschillende fasen van de jeugd te ontvangen.
In de westelijke Katholieke traditie kan de doop zo vroeg mogelijk plaatsvinden, om het kind de heilzame werking van het doopsel zo kort mogelijk te onthouden. In de praktijk worden kinderen vaak reeds als zuigeling gedoopt. Paus Pius X legde in het decreet Quam Singulari (1910) vast dat kinderen rond het zevende jaar voor het eerst deel mogen nemen aan de eucharistieviering. Deze eerste nadering tot de eucharistie, de Eerste Heilige Communie, wordt meestal feestelijk gevierd. De leeftijd waarop het sacrament van het vormsel wordt toegediend kan verschillen per bisdom of zelfs per parochie. Voor het ontvangen van het vormsel moet de gelovige in ieder geval gedoopt zijn en zijn geloof kunnen belijden. In Nederland en België wordt het vormsel vaak rond het twaalfde of dertiende levensjaar toegediend.